# 988년

## 연호
- 북송(北宋) 옹희(雍熙) 5년 / 단공(端拱) 원년
- 요(遼) 통화(統和) 6년
- 일본(日本) 에이엔(永延) 2년
- 전 레 왕조(前黎朝) 티엔푹(天福) 9년

## 기년
- 북송(北宋) 태종(太宗) 13년
- 요(遼) 성종(聖宗) 7년
- 고려(高麗) 성종(成宗) 7년
- 전 레 왕조(前黎朝) 대행제(大行帝) 9년

## 사망
- 전홍숙 - 오월의 마지막 왕.